# Kontrolor neba (1958.)
Kontrolor neba je hrvatska televizijska drama iz 1958. godine, nastala prema originalnom scenariju Kreše Novosela, a režirao ju je Ivan Hetrich. Drama tematizira ondašnje aktualne hladnoratovske tenzije te pitanje odgovornosti pojedinca u vremenu globalne opasnosti.
Premijerno je prikazana 15. lipnja 1958. na Televiziji Zagreb.

## Glumačka postava
- Drago Krča
- Neva Rošić
- Zvonimir Ferenčić
- Fahro Konjhodžić

## Produkcija
Drama Kontrolor neba bila je među prvim televizijskim ostvarenjima koja su uključivala filmski snimljene dijelove i kombinirala različite produkcijske tehnike. Režiju je vodio Ivan Hetrich, a scenografiju potpisuje Željko Zagotta.

## Tematski kontekst
Za razliku od prethodne Novoselove drame Kota 229, koja se bavila tematikom Narodnooslobodilačke borbe, Kontrolor neba tematizirao je globalnu nesigurnost i opasnosti modernog vojnog kompleksa u kontekstu hladnog rata.
Drama upozorava na opasnosti koje proizlaze iz prevelikog povjerenja u tehnologiju te ljudsku pogrešivost. Novosel u njoj problematizira pitanje kontrole i etike u vremenu u kojem jedan pogrešan klik može značiti katastrofu.

## Kritika
O drami se pisalo u tjedniku Jugoslavenski radio gdje je istaknuta njezina aktualnost i snažna antiratna poruka.